# 스틸 라이프 (2013년 영화)
《스틸 라이프》(영어: Still Life)는 2013년 공개된 영화이다.

## 줄거리
존 메이는 런던에 있는 케닝턴 타운홀 보나 바칸티아에서 일하는 고독과 싸우는 한 남성이다.  그의 주된 업무는 지역내 유언장 없이 고독사한 사람의 가까운 친족을 찾아 내는 일이다.  대부분 경우는 지인이 없지만, 가끔 상속인이 나타나면, 사망자의 개인 유품을 가져가기를 꺼려하기가 일쑤이고, 장례식에는 아무도 오지 않아 존 메이만 참석하게 된다.  이 장례비용은 지역 관청에서 지급되고, 사망인에 대한 부고문을 그가 직접 작성한다.  한편 그의 직장 상사는 그의 일처리가 너무 더디고, 비용이 많이 들어 그를 해고하겠다고 통보한다. 하지만 하는 일에 책임감이 있는 존에게 남아 있는 장례문제를 처리하게끔 며칠 동안 더 나올 수 있도록 선처해준다.  그의 마지막 사망자처리자는 윌리엄 빌리 스토크였다. 우연히, 그는 존이 사는 아파트 바로 앞 건물에 살고 있었고 일면일식도 없는 사이였다.   스토크의 아파트를 조사하면서, 그는 사진첩을 꺼내고, 그 안에 그가 근무한 것으로 보이는 돼지고기로 만든 파이를 만드는 공장을 찾아가기로 한다.  그가 스토크의 모든 사진들이 정리해 놓은 사진첩에는 사망자의 아내와 딸도 포함되어 있고, 이름과 날짜와 라벨도 신분증도 없다.  
그는 파이 제조 공장을 방문해서 근로자 중 스토크를 기억하는 사람을 만나, 스토크의 전 애인의 주소를 알아낸다.  그는 그 여인을 방문하여 스토크의 아내나 딸에 대하여 아는 바가 없는지 물어보자, 그녀는 그의 가족에 대해서는 모르지만, 스토크가 자주 들렸던 레스토랑 주인의 거주 동네를 말한다. 존은 먼거리를 가서 그 동네 주변에 있는 모든 레스토랑을 뒤져서 바로 그 레스토랑을 찾았고, 그곳에서 스토크의 애인을 찾게 된다.

## 출연

### 주연
- 에디 마산
- 조앤 프로갯

### 조연
- 카렌 드루어리
- 앤드류 부찬
- 데이빗 쇼 파커
- 마이클 엘킨
- 팀 포터
- 브론슨 웹
- 로이드 맥기어
- 웨인 포스켓
- 닐 디수자
- 폴 앤더슨
- 윌리엄 호이랜드
- 아론 이스마엘
- 한나 블래마이어스

## 기타
- 라인프로듀서: 마이클 S. 컨스터블
- 협력프로듀서: 마코 발레리오 푸기니
- 미술: 리사 홀
- 의상: 팜 다운
- 배역: 수지 피기스